# Großsteingräber bei Hooghalen
Die Großsteingräber bei Hooghalen waren zwei megalithische Grabanlagen der jungsteinzeitlichen Westgruppe der Trichterbecherkultur in Hooghalen, einem Ortsteil von Midden-Drenthe in der niederländischen Provinz Drenthe. Sie wurden zu einem unbekannten Zeitpunkt weitgehend zerstört. Ihre Überreste wurden 1946 entdeckt und 1947 archäologisch untersucht. Die Gräber tragen die Van-Giffen-Nummern D54b und D54c.

## Lage
Die beiden Gräber befinden sich ostnordöstlich von Hooghalen in einem Waldgebiet, einige Meter abseits der Waldwege. Grab D54c liegt 530 m ostnordöstlich von D54b. 75 m südsüdwestlich von D54c lag ein Steinkistengrab.

## Forschungsgeschichte
Wann genau die beiden Gräber zerstört wurden, ist unklar. Aus der Zeit vor der Mitte des 20. Jahrhunderts gibt es keine Aufzeichnungen, in denen sie erwähnt werden. Die Überreste der beiden Anlagen wurden erst 1946 bei Aufforstungsarbeiten entdeckt. 1947 führte Albert Egges van Giffen eine archäologische Grabung durch. Die wissenschaftliche Aufarbeitung dieser Grabung erfolgte erst 1985 durch H. Bouman.

## Beschreibung

### Grab D54b
Bei der Anlage handelte es sich um ein ost-westlich orientiertes Ganggrab. Die Grabkammer hatte eine Länge von etwa 6,1 m und eine Breite von etwa 1,8 m. Sie besaß fünf Wandsteinpaare an den Langseiten und je einen Abschlussstein an den Schmalseiten. Zwischen dem von Westen aus gesehen zweiten und dritten Wandstein der südlichen Langseite befand sich der Zugang. Das Grab zeichnet sich im Gelände noch als deutlich erkennbare ovale Grube ab, in der mehrere Steine liegen.

### Grab D54c
Bei D54c handelte es sich vermutlich ebenfalls um ein Ganggrab. Die Grabkammer hatte eine Länge von etwa 3,7 m. Sie besaß zwei Wandsteinpaare an den Langseiten und je einen Abschlussstein an den Schmalseiten. Auch dieses Grab zeichnet sich im Gelände noch als deutlich erkennbare ovale Grube ab, in der mehrere Steine liegen, darunter auch ein größerer.

## Funde

### Bestattungen
Aus den Gräbern stammen Reste von Leichenbrand. Die geborgene Menge betrug 1350,1 g. Die Knochen gehörten zu drei Individuen: zwei Männern und einer Frau. Das Sterbealter ließ sich bei keiner der Personen mehr bestimmen.

### Beigaben
Bei der Grabung im Jahr 1947 wurden zahlreiche Keramikscherben von Gefäßen der Trichterbecherkultur gefunden. Die Funde aus den beiden Gräbern wurden teilweise vermischt, sodass eine eindeutige Zuordnung im Nachhinein nicht mehr möglich war. Aus D54b stammen außerdem einige Scherben eines endneolithischen Glockenbechers.
In den Gräbern wurden auch geringe Reste von verbrannten und unverbrannten Tierknochen gefunden. Die geborgene Menge betrug 11 g. Die Knochen stammten vom Schaf. Ob es sich um Reste von Werkzeugen oder von Speiseopfern handelte, ließ sich nicht mehr feststellen.